# Гумпкапай
Гумпкапай — гора высотой в 1152 метра в Свердловской области, входящая в состав хребта Поясовый Камень.

## Географическое положение
Гора Гумпкапай расположена в муниципальном образовании «Ивдельский городской округ» Свердловской области, в составе хребта Поясовый Камень, между истоками реки Пурма и реки Ушма, в 25 километрах к югу от горы Отортен. Гора высотой в 1152,0 метра и с коэффициентом сложности – 1А.

## Описание
Зона леса до 750 метра, выше – редколесье, каменные россыпи и скальные выходы.